# سفين كرامر
سفين كرامر (بالهولندية: Sven Kramer) هو متزلج سريع هولندي، ولد في 23 أبريل 1986 في هيرينفين ‏ في هولندا.

## وصلات خارجية
- الموقع الرسمي
- سفين كرامر على موقع أرشيف الدراجات (الإنجليزية)
- سفين كرامر على موقع إحصائيات الدراجات الإحترافية (الإنجليزية)
- سفين كرامر على موقع CycleBase (الإنجليزية)
- سفين كرامر على موقع SpeedSkatingBase.eu (الإنجليزية)
- سفين كرامر على موقع SpeedSkatingNews.info (الإنجليزية)
- سفين كرامر على موقع SpeedSkatingStats.com (الإنجليزية)
- سفين كرامر على موقع اللجنة الأولمبية الدولية (الإنجليزية)
- سفين كرامر على موقع أوليمبيديا (الإنجليزية)
- سفين كرامر على موقع تيم أن.أل (الهولندية)
- سفين كرامر على موقع اللجنة الأولمبية الهولندية (الهولندية)
- سفين كرامر على موقع الموسوعة البريطانية (الإنجليزية)